# Metro-Goldwyn-Mayer
Metro-Goldwyn-Mayer (skraćeno MGM), američka filmska kompanija za proizvodnju i distribuciju filmova i televizijskog programa. Kompaniju je osnovao Marcus Loew 1924. godine spajanjem studija Metro Pictures, Goldwyn Pictures Corporation i Louis B. Mayer Pictures.

## Povijest
Kompanija je osnovana 1924. godine kada je Marcus Loew udružio "Metro Pictures" (osnovan 1916.) s "Goldwyn Pictures Corporation" (osnovan 1917.) i "Louis B. Mayer Pictures". Novoutemeljena kompanija bila je zadužena za osiguravanje filmova za Loew's Theatre i bila je podređena tvrtci Loew Inc. Moto studija je Ars Gratia Artis što u prijevodu s latinskog znači "Umjetnost radi umjetnosti", dok je za logo uzeta maskota (Leo Lav) pridruženog studija Goldwyn Pictures.
Tijekom 30-ih i za vrijeme Drugog svjetskog rata (1939. – 1945.), MGM je bio vodeći holivudski filmski studio, koji je u to vrijeme izdao dvije velike uspješnice, Zameo ih vjetar i Čarobnjak iz Oza, oba filma iz 1939. godine.
U 50-ima i 60-ima studio je izgubio vodeću ulogu u filmskoj industriji u vremenu restrukturiranja odnosa na filmskom tržištu. Ipak, i u tom vremenu studio je distribuirao nekoliko kasnijih filmskih klasika kao što su Amerikanac u Parizu (1951), Pjevajmo na kiši (1952.) i Ben-Hur (1959.) te Doktor Živago (1965.).
Godine 1981. tadašnji vlasnik MGM-a milijunaš Kirk Kerkorian kupio je studio United Artists i promijenio ime kompanije u MGM/UA Entertainment Co. Pet godina kasnije, kompaniju je kupio medijski mogul Ted Turner i preimenovao je u MGM Entertainment Co., ali ju je uskoro opet prodao Kerkorianu koji je MGM i UA opet razdvojio kao dva branda.

## Izabrana filmografija
- Zameo ih vjetar, (1939.)
- Čarobnjak iz Oza, (1939.)
- Ninočka, (1939.)
- Amerikanac u Parizu, (1951.)
- Pjevajmo na kiši, (1952.)
- Ben-Hur, (1959.)
- Doktor Živago, (1965.)
- Poltergeist, (1982.)
- Devet i pol tjedana, (1986.)
- Kišni čovjek, (1988.)
- Dozvola za ubojstvo, (1989.)
- Ruska kuća, (1990.)
- Thelma i Louise, (1991.)
- Showgirls, (1995.)
- Uhvatite maloga, (1995.)
- Sutra nikada ne umire, (1997.)
- Svijet nije dovoljan, (1999.)
- Prvi grijeh, (2001.)
- Hannibal (koprodukcija s Universal Studios), (2001.)
- Hartov rat, (2002.)
- Casino Royale, (2006.)
- Sirove strasti 2 ,(2006.)
- Rocky Balboa (koprodukcija s Columbia Pictures), (2006.)
- Zrno utjehe (koprodukcija s Columbia Pictures i EON Productions), (2009.)
- Skyfall, (2012.)